# Star Wars XXX: A Porn Parody
Star Wars XXX: A Porn Parody ist eine amerikanische Porno-Parodie auf den Film Star Wars.

## Handlung
Das Imperium regiert das All und will seine Macht mit einer Raumstation, dem Todesstern, weiter ausbauen. Als Prinzessin Leia die Baupläne zum Bau in ihre Heimat bringen will, wird ihr Raumschiff von Darth Vader angegriffen. Leia wird gefangen genommen und Darth Vader kommt in den Besitz der geheimen Pläne. Durch einen Trick kann Leia jedoch die Daten des Plans und einen Hilferuf an ihren Vater Obi-Wan absenden. Gemeinsam mit den Droiden C3PO und R2D2 gelingt ihr die Flucht, sie wird aber später auf einem Wüstenplaneten erneut gefangen genommen. Die beiden Droiden werden an den Onkel von Luke Skywalker verkauft und R2D2 kann sich auf die Suche nach Jedi-Ritter Obi-Wan machen.

## Auszeichnungen
- AVN Award 2013 (7): Best Parody – Comedy, Best Art Direction, Best Director – Parody, Best Supporting Actor (Tom Byron), Best Screenplay – Parody, Best Overall Marketing Campaign – Individual Project, Best Selling/Renting Title of the Year
- XRCO Award 2013: Best Parody (Comedy)
- XBIZ Award 2013 (6): Best Actress – Parody Release (Allie Haze), Best Actor – Parody Release (Seth Gamble), Best Scene – Parody Release, Best Special Effects, Director of the Year – Parody, Parody Release of the Year – Comedy
- 2013: XCritic Fan Choice Award – Best Parody – Comedy

## Fortsetzung
Axel Braun verkündete im Februar 2016 mittels einer Crowdfunding-Kampagne eine Fortsetzung unter dem Titel The Empire Strikes Back XXX: An Axel Braun Parody drehen zu wollen, eine Parodie auf den siebten Teil der Star-Wars-Saga, Star Wars: Das Erwachen der Macht. Anvisiertes Ziel der Kampagne bis Ende April 2016 waren 500.000 US-Dollar, das gleiche Budget wie bei Star Wars XXX – A Porn Parody. Braun wollte den Film im Anschluss im Internet veröffentlichen, wo er für alle kostenlos und ohne andere Voraussetzungen zum Abruf bereitstehen sollte. Braun wollte damit ein Zeichen gegen Filmpiraterie setzen. Die bei Indiegogo eingestellte Kampagne erreichte bis zum 23. April 2016 jedoch nur knappe 110.000 US-Dollar.